# Acanthodactylus arabicus
Acanthodactylus arabicus е вид влечуго от семейство Гущерови (Lacertidae). Видът е незастрашен от изчезване.

## Разпространение
Разпространен е в Йемен.

## Описание
Популацията им е стабилна.